# Kamil Čapkovič
Kamil Čapkovič (* 2. Juni 1986 in Michalovce) ist ein slowakischer Tennisspieler.

## Karriere
Kamil Čapkovič spielt hauptsächlich auf der ATP Challenger Tour und der ITF Future Tour.
Er konnte bislang 13 Einzel- und zwölf Doppelsiege auf der ITF Future Tour feiern. Auf der ATP Challenger Tour gewann er im Doppel vier Turniere. Zum 13. Juli 2009 durchbrach er erstmals die Top 250 der Weltrangliste im Einzel und seine höchste Platzierung war ein 211. Rang im September 2009.
2005 spielte er erstmals für die slowakische Davis-Cup-Mannschaft. Dabei verlor er die vierte Einzelpartie der Erstrundenbegegnung gegen Spanien in der Weltgruppe mit 2:6 und 2:6 gegen Fernando Verdasco. Eine erneute Berufung in die Nationalmannschaft blieb seitdem aus.
Seit 2014 nimmt Čapkovič ausschließlich an Future-Turnieren in seiner Heimat in der Slowakei teil.

## Erfolge
| Legende (Anzahl der Siege)  |
| Grand Slam                  |
| ATP World Tour Finals       |
| ATP World Tour Masters 1000 |
| ATP World Tour 500          |
| ATP World Tour 250          |
| ATP Challenger Tour (4)     |

### Doppel

#### Turniersiege
| Nr. | Datum          | Turnier  | Belag | Partner        | Finalgegner                           | Ergebnis         |
| --- | -------------- | -------- | ----- | -------------- | ------------------------------------- | ---------------- |
| 1.  | 30. April 2006 | Dharwad  | Hard  | Lukáš Lacko    | Sanchai Ratiwatana Sonchat Ratiwatana | 6:3, 7:5         |
| 2.  | 23. Juni 2007  | Almaty   | Sand  | Ivan Dodig     | Alexei Kedrjuk Alexander Kudrjawzew   | 6:4, 3:6, [10:7] |
| 3.  | 4. März 2012   | Singapur | Hard  | Amir Weintraub | Hsieh Cheng-peng Lee Hsin-han         | 6:4, 6:4         |
| 4.  | 16. Juni 2013  | Košice   | Sand  | Igor Zelenay   | Gero Kretschmer Alexander Satschko    | 6:4, 7:65        |